# Djoemoe
Djoemoe este un oraș din Surinam.